# 钱弘仰
钱弘仰（935年—958年），杭州錢塘（今浙江杭州）人，是五代十國的吳越國國王钱元瓘的第十三子，武肃王钱镠的孙子。
钱弘仰母为周氏，善骑射，通儒术，精通书法。官至台州刺史。性情严急但是政事宽简，官民畏服。周世宗显德五年（958年）二月去世，时年二十四岁，谥号成显。儿子钱昭序。